# Herzfeld Viktor
Herzfeld Viktor lovag (Herzfeld Győző, németül Victor/Viktor Emmerich [1874-től Ritter von] Herzfeld) (Pozsony, 1856. október 8. – Budapest, 1919. február 19.) zeneszerző, hegedűművész, karmester, zenekritikus, a budapesti Zeneakadémia tanára.

## Élete
Zsidó családból származott. Édesapja, az 1874-ben lovagi címet kapott Josef Herzfeld (1836–89) a Foncière biztosítótársaság bécsi igazgatója volt. Édesanyja Amalia Winter (1836–1909).
1875 és 1879 között jogot tanult Bécsben, mellette zenét a Gesellschaft der Musikfreunde konzervatóriumában. Hegedűtanára az idősebb Josef Hellmesber volt. 1880-ban mindkét tárgyból I. díjat kapott.
Az 1881–82-tes évadban Linzben, a következőben Lipcsében volt színházi karmester. Szerzeményeiért 1884-ben elnyerte a bécsi zenebarátok egyletének Beethoven-díját. Berlinben Eduard Grellnél és Friedrich Kielnél zeneszerző-mesterképzésben vett részt.
1886-ban költözött Budapestre. 1888-tól tanított a Zeneakadémián, előbb zeneelméletet, -esztétikát és -történetet, majd 1908-ban, Hans Koessler nyugdíjba vonulásakor megkapta a zeneszerzés tanszak vezetését. 1907-ben Ünnepi indulót írt az intézmény új épületének felavatása alkalmából.
Aktívan bekapcsolódott a magyar főváros zenei életébe. Közreműködött Brahms pesti koncertjein. Tagja lett a Hubay–Popper-vonósnégyesnek, a II. hegedű szólamát játszotta 1889-ig (1897 és '99 között ismét csatlakozott az együtteshez).
1887-ben keresztény hitre tért. Idővel megtanult magyarul is. 1907-ben Huszka Jenő felkérésére elfogadta a Magyar Szövegírók, Zeneszerzők és Zeneműkiadók Szövetkezetének (a mai Artisjus elődjének) elnöki posztját, s ezt 1918-ig megtartotta, akkor Hubaynak adta át. Budapesti időszakában jelentős kritikusi tevékenységet folytatott a helyi német sajtóban: 1888 és '90 között a Neues Pester Journal, 1907–08-ban a Pester Lloyd munkatársa volt. Utolsó éveiben sokat betegeskedett, tanítványait is csak otthonában tudta fogadni.
Zömmel kiadatlan szerzeményei (zenekari művek, dalok stb.) mára feledésbe merültek. Tankönyve, A fúga 1913-ban jelent meg.

## Művei

### Zeneművek
- Két románc (hegedűre és zenekarra, 1879)
- Lustspielouvertüre (1884)
- Capriccio (az előbbi átdolgozása, 1896)
- Frühlingsidyll (1897)
- Szerenád (vonószenekarra, 1900, átdolgozott változat 1919)
- Ünnepi induló (1907)

### Tankönyv
- A fuga. Budapest, 1913. Rozsnyai Károly Könyv- és Zenemű-Kiadó

### Tanulmány
- Robert Volkmann (1815–1883) = The New Musical Quarterly, 1915. július 1.

## Jeles tanítványai

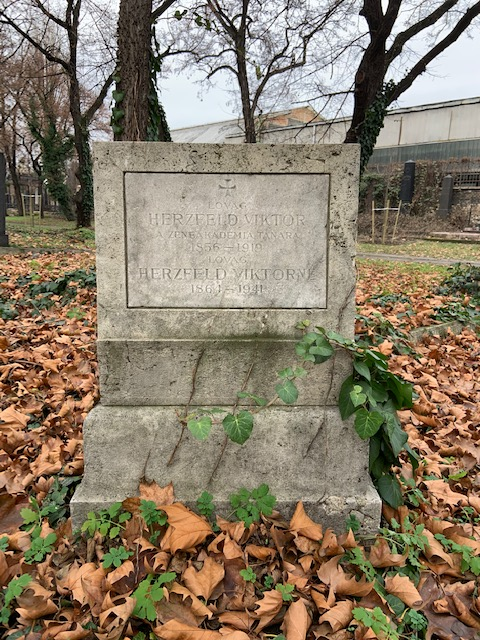
Sírja a Fiumei úti sírkertben (41/1-2-2)

| - Ábrahám Pál - Balogh Ernő - Böhme Oskar - Buttykay Ákos - Demény Dezső - Fleischer Antal - Huszka Jenő - Kardos István - Kósa György - Krasznai (Krausz) Mihály | - Kutor Ferenc - Lajtha László - Molnár Antal - Pikéthy Tibor - Radnai Miklós - Szenkár Jenő - Telmányi Emil - Tóth Árpád - Veress Gábor - Zsizsmann Rezső |